# White Silent Night
「White Silent Night」（ホワイト・サイレント・ナイト）は、SHAZNAの3枚目のシングル。

## 概要
- 初回盤にはSHAZNAクリスマスカードが付く。
- クリスマスジャケット、通常ジャケットの2パターンがある。
- バンド唯一となるオリコンシングルチャート1位獲得作品。
- TBS系『王様のブランチ』エンディング・テーマ。
- アルバム『GOLD SUN AND SILVER MOON』には「White Fairlytale」として別アレンジで収録されている。
- c/wの『Shelly』は、元々1996年にインディーズで発売された『Raspberry Time』に収録されていた楽曲で、メジャー版として再レコーディングされたもの。後に『1993 - 2000 OLDIES』にてメジャー版が再収録された。

## 収録曲
- 全編曲、佐藤宣彦・山口一久・SHAZNA

1. White Silent Night　
作詞:IZAM　補作詞:Comody　作曲:KUZUKI
2. das Spiel
作詞:IZAM　作曲:IZAM・AOI
3. Shelly
作詞:IZAM　作曲:NIY・AOI
4. White Silent Night(inst.)
5. Shelly(inst.)